# UPIC
UPIC est un outil de composition musicale assisté par ordinateur, inventé par le compositeur Iannis Xenakis. Il a été développé au Centre d'Études de Mathématique et Automatique Musicales (CEMAMu), à Paris, et a été terminé en 1977. Le nom de cet outil est un acronyme de Unité Polyagogique Informatique du CEMAMu. Xenakis l'utilisa pour Mycènes Alpha (1978) et il fut également utilisé par des compositeurs comme [Julio Estrada, Eua´on (1980),] Jean-Claude Risset (Saxatile (1992)), François-Bernard Mâche (Hypérion (1981), Nocturne (1981), Tithon (1989), Moires (1994), Canopée (2003)), Zbigniew Karkowski (Uexkull (1991), Immortals By My Side (1992)), Takehito Shimazu (Illusions in Desolate Fields (1994)), Florian Hecker et Russell Haswell (Blackest Ever Black, 2007), Horacio Vaggione, Carlos Grätzer, Mari King, et Curtis Roads.  Aphex Twin, l'a évoqué en interview.
D'un point de vue matériel, l'UPIC est une tablette graphique, reliée à un ordinateur, avec un affichage vectoriel. L'utilisateur dessine les formes d'ondes et les enveloppes de volume, qui sont ensuite traitées par l'ordinateur. Une fois les formes d'ondes enregistrées, l'utilisateur peut composer en dessinant des "compositions" sur la tablette. L'axe des abscisses représente le temps et celui des ordonnées les fréquences. Les compositions peuvent être étirées sur des durées de quelques secondes comme une heure. Elles peuvent être aussi transposées, retournées, inversées et sujettes à plusieurs algorithmes de transformation. Le système permet de la performance en temps-réel en bougeant le stylet sur la tablette.
L'UPIC a par la suite été amélioré pour permettre à des formes d'onde échantillonnées numériquement de servir comme matériau de base plutôt que de tons purement synthétiques. En 2005, Mode Records (New York) a publié une compilation de 2 CD d'œuvres composées avec l'UPIC, intitulée 'Xenakis, UPIC, Continuum',  et qui donne un aperçu des possibilités sonores de la machine.
Depuis, l'UPIC a connu quelques successeurs comme IanniX, HighC et UPISketch. IanniX, initialement subventionné par le Ministère français de la Culture, est un séquenceur graphique open-source qui synchronise via Open Sound Control des évènements et courbes vers un environnement temps-réel (comme Pure Data, Super Collider, Csound, Max/MSP, openFrameworks, vvvv…). HighC est quant à lui utilisé pour de nombreuses applications pédagogiques, depuis l'initiation musicale jusqu'aux Master classes en composition de l'Université de Stanford. Plusieurs compositeurs contemporains, comme George Hatzimichelakis en font un usage régulier dans leurs œuvres.
En 2005, les musiciens Florian Hecker et Russell Haswell inaugurent les "UPIC Diffusion Sessions" à la Cubitt Gallery, City University, à Londres. Des dizaines d'autres sessions sont présentées, notamment à la Kunsthalle de Zurich en 2007, au festival Netmage à Bologne en 2008 (Session #15), et au festival Sonic Acts à Amsterdam en 2010 (Session #22).